# Aglaonice hirtipalpis
Aglaonice hirtipalpis là một loài bướm đêm trong họ Noctuidae.